# Anogeissus sericea
Anogeissus sericea là một loài thực vật có hoa trong họ Trâm bầu. Loài này được Brandis mô tả khoa học đầu tiên năm 1899.